# Euphorbia cornigera
Euphorbia cornigera är en törelväxtart som beskrevs av Pierre Edmond Boissier. Euphorbia cornigera ingår i släktet törlar, och familjen törelväxter. Inga underarter finns listade i Catalogue of Life.

## Bildgalleri

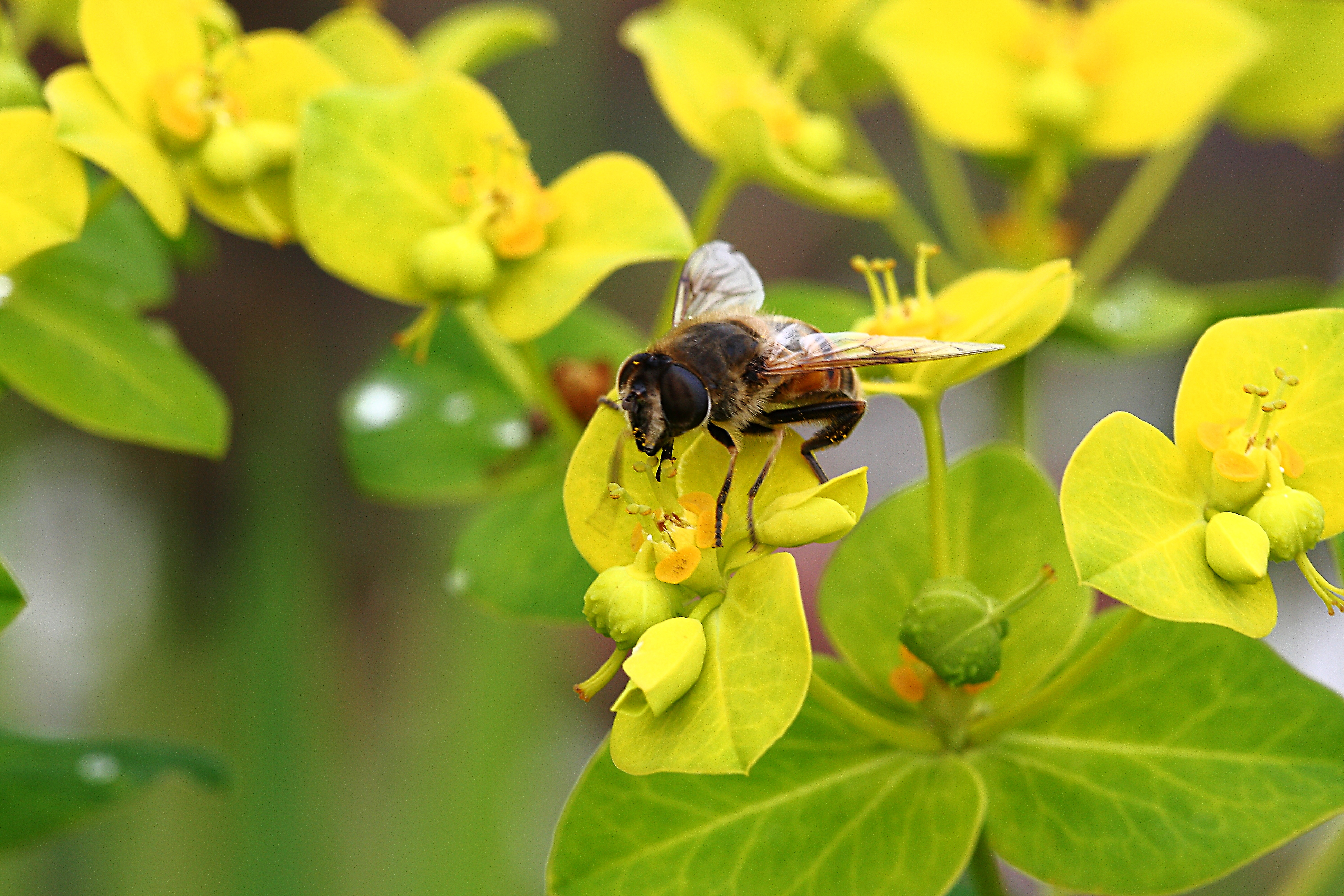